# Rhaphidophora sarasinorum
Rhaphidophora sarasinorum — вид квіткових рослин із родини Araceae, роду Rhaphidophora. Це ліана, рідним ареалом якої є Сулавесі.